# IC 5339
 IC 5339 ist eine  linsenförmige Galaxie vom Hubble-Typ E-S0 im Sternbild Tukan am Südsternhimmel. Sie ist schätzungsweise 550 Millionen Lichtjahre von der Milchstraße entfernt.
Das Objekt wurde am 12. Oktober 1903 vom US-amerikanischen Astronomen Royal Harwood Frost entdeckt.